# 5 000 mètres masculin aux championnats du monde d'athlétisme 2017
Pour un article plus général, voir Championnats du monde d'athlétisme 2017.
Navigation
Pékin 2015 Doha 2019
L'épreuve du 5 000 mètres masculin des championnats du monde de 2017 se déroule les 9 et 12 août 2017 dans le Stade olympique de Londres, au Royaume-Uni. Elle est remportée par l’Éthiopien Muktar Edris.

## Critères de qualification
Pour se qualifier pour les championnats, il faut avoir réalisé 13 min 22 s 60 ou moins entre le 1er octobre 2016 et le 23 juillet 2017.

## Médaillés
| Or           | Argent        | Bronze       |
| Muktar Edris | Mohamed Farah | Paul Chelimo |

## Résultats

### Finale
| Rang               | Athlète         | Nationalité | Temps          | Notes |
| ------------------ | --------------- | ----------- | -------------- | ----- |
| Médaille d'or      | Muktar Edris    | Éthiopie    | 13 min 32 s 79 |       |
| Médaille d'argent  | Mohamed Farah   | Royaume-Uni | 13 min 33 s 22 |       |
| Médaille de bronze | Paul Chelimo    | États-Unis  | 13 min 33 s 30 |       |
| 4                  | Yomif Kejelcha  | Éthiopie    | 13 min 33 s 51 |       |
| 5                  | Selemon Barega  | Éthiopie    | 13 min 35 s 34 |       |
| 6                  | Mohammed Ahmed  | Canada      | 13 min 35 s 43 |       |
| 7                  | Aron Kifle      | Érythrée    | 13 min 36 s 91 |       |
| 8                  | Andrew Butchart | Royaume-Uni | 13 min 38 s 73 |       |
| 9                  | Justyn Knight   | Canada      | 13 min 39 s 15 |       |
| 10                 | Kemoy Campbell  | Jamaïque    | 13 min 39 s 74 |       |
| 11                 | Patrick Tiernan | Australie   | 13 min 40 s 01 |       |
| 12                 | Birhanu Balew   | Bahreïn     | 13 min 43 s 25 |       |
| 13                 | Cyrus Rutto     | Kenya       | 13 min 48 s 64 |       |
| 14                 | Awet Habte      | Érythrée    | 13 min 58 s 68 |       |
|                    | Ryan Hill       | États-Unis  | DNS            |       |

### Séries
Les 5 premiers de chaque série (Q) et les 5 plus rapides (q) se qualifient pour la finale. 
| Rang | Série | Nom                      | Nationalité             | Temps          | Notes |
| ---- | ----- | ------------------------ | ----------------------- | -------------- | ----- |
| 1    | 2     | Selemon Barega           | Éthiopie                | 13 min 21 s 50 | Q     |
| 2    | 2     | Birhanu Balew            | Bahreïn                 | 13 min 21 s 91 | Q     |
| 3    | 2     | Cyrus Rutto              | Kenya                   | 13 min 22 s 45 | Q     |
| 4    | 2     | Patrick Tiernan          | Australie               | 13 min 22 s 52 | Q     |
| 5    | 2     | Ryan Hill                | États-Unis              | 13 min 22 s 79 | Q     |
| 6    | 2     | Mohammed Ahmed           | Canada                  | 13 min 22 s 97 | q     |
| 7    | 2     | Andrew Butchart          | Royaume-Uni             | 13 min 24 s 78 | q     |
| 8    | 2     | Paul Chelimo             | États-Unis              | 13 min 24 s 88 | q     |
| 9    | 2     | Kemoy Campbell           | Jamaïque                | 13 min 26 s 67 | q     |
| 10   | 2     | Awet Habte               | Érythrée                | 13 min 27 s 70 | q     |
| 11   | 2     | Soufiane Bouchikhi       | Belgique                | 13 min 28 s 64 |       |
| 12   | 2     | Jamal Abdi Dirieh        | Djibouti                | 13 min 28 s 98 |       |
| 13   | 2     | Zouhair Aouad            | Bahreïn                 | 13 min 29 s 28 |       |
| 14   | 1     | Yomif Kejelcha           | Éthiopie                | 13 min 30 s 07 | Q     |
| 15   | 1     | Mohamed Farah            | Royaume-Uni             | 13 min 30 s 18 | Q     |
| 16   | 1     | Muktar Edris             | Éthiopie                | 13 min 30 s 22 | Q     |
| 17   | 1     | Justyn Knight            | Canada                  | 13 min 30 s 27 | Q     |
| 18   | 1     | Aron Kifle               | Érythrée                | 13 min 30 s 36 | Q     |
| 19   | 1     | Bashir Abdi              | Belgique                | 13 min 30 s 71 |       |
| 20   | 1     | Morgan McDonald          | Australie               | 13 min 30 s 73 |       |
| 21   | 1     | Soufiyan Bouqantar       | Maroc                   | 13 min 30 s 78 |       |
| 22   | 1     | Jacob Kiplimo            | Ouganda                 | 13 min 30 s 92 |       |
| 23   | 1     | Eric Jenkins             | États-Unis              | 13 min 31 s 09 |       |
| 24   | 1     | Sam McEntee              | Australie               | 13 min 31 s 58 |       |
| 25   | 2     | Sondre Nordstad Moen     | Norvège                 | 13 min 31 s 71 |       |
| 26   | 1     | Hayle Ibrahimov          | Azerbaïdjan             | 13 min 32 s 15 |       |
| 27   | 1     | Emmanuel Giniki Gisamoda | Tanzanie                | 13 min 32 s 31 |       |
| 28   | 1     | Albert Kibichii Rop      | Bahreïn                 | 13 min 32 s 40 |       |
| 29   | 2     | Stephen Kissa            | Ouganda                 | 13 min 32 s 86 |       |
| 30   | 2     | Josphat Kiprono Menjo    | Kenya                   | 13 min 35 s 68 |       |
| 31   | 1     | Govindan Lakshmanan      | Inde                    | 13 min 35 s 69 | PB    |
| 32   | 2     | Richard Ringer           | Allemagne               | 13 min 36 s 87 |       |
| 33   | 2     | Marc Scott               | Royaume-Uni             | 13 min 58 s 11 |       |
| 34   | 1     | Ilias Fifa               | Espagne                 | 13 min 47 s 90 |       |
| 35   | 1     | Kadar Omar Abdullah      | Athlètes réfugiés (ART) | 14 min 32 s 67 | PB    |
| 36   | 1     | Mohamed Daud Mohamed     | Somalie                 | 14 min 34 s 27 | PB    |
| 37   | 1     | Davis Kiplangat          | Kenya                   | 14 min 52 s 98 |       |
| 38   | 1     | David Kulang             | Soudan du Sud           | 14 min 53 s 19 | SB    |
| 39   | 1     | Mohamed Sambe            | Mauritanie              | 16 min 16 s 29 | PB    |
| —    | 2     | Brahim Kaazouzi          | Maroc                   | DNF            |       |
| —    | 2     | Gabriel Gerald Geay      | Tanzanie                | DNS            |       |
| —    | 2     | Hagos Gebrhiwet          | Éthiopie                | DNS            |       |

## Légende
Records et Performances
- AR : Record continental (area record)
- CR : Record des championnats (championship record)
- MR : Record du meeting (meet record)
- NR : Record national (national record)
- OR : Record olympique (olympic record)
- PR : Record paralympique (paralympic record)
- PB : Record personnel (personal best)
- SB : Meilleure performance personnelle de la saison (season's best)
- WL : Meilleure performance mondiale de l'année (world leader)
- WJR : Record du monde junior (world junior record)
- WR : Record du monde (world record)

Circonstances et Conditions
- DNF : N'a pas terminé (did not finish)
- DNS : N'a pas pris le départ (did not start)
- DQ : Disqualification (disqualification)
- NM : Aucun essai valable enregistré (No Mark)
- Q : Qualifié « directement » au prochain tour (ou à la prochaine compétition), lors d'une compétition majeure, grâce au classement ou à la réalisation des minima (automatic qualifier)
- q : Qualifié au prochain tour (ou à la prochaine compétition), lors d'une compétition majeure, grâce au repêchage ou à la réalisation de l'une des meilleures performances parmi celles des « non qualifiés directement » (grâce au meilleur temps ou à la meilleure distance par exemple) (secondary qualifier)